# Nobina Finland
Nobina Finland est une entreprise de transports publics en Finlande.

## Description
Nobina Oy a été fondée en 1983. Il s'agit d'une société anonyme dont le siège social est à Espoo et dont l'activité principale est le transport par bus. Le PDG de la société est Petri Kalevi Auno.
Au cours de l'exercice clos le 02/2023, l'entreprise comptait 165 salariés. 
Le nombre d'employés a augmenté de 41,0 % par rapport à l'exercice précédent.
Nobina est le plus grand délégataire de services des transports de la région d'Helsinki avec un total de 26 contrats de trafic en cours et l'un des plus grands opérateurs de Finlande. 
Nobina assure environ 35 % du trafic de bus dans la zone HSL.
Nobina est aussi délégataire de Föli (fi) pour les transports en bus de la région de Turku.
Nobina développera des services de transport urbains à Oulu à partir de juin 2024.
Nobina Oy est une filiale de Nobina AB (fi) qui est le plus grand groupe de transport des pays nordiques.

## Dépôts de bus et installations
Nobina possède le dépôt de Klovi a Espoo, de Rajatorppa à Vantaa (Nobina Finland West), de Roihupelto à Helsinki (Nobina Finland South) et de Pahaniemi à Turku. 
Nobina a également deux entrepôts frigorifiques, l'un à Kivikko, Helsinki et l'autre à Hakkila, Vantaa. 
De plus, Nobina possède un atelier de maintenance à Koskelo, Espoo.

## Galerie

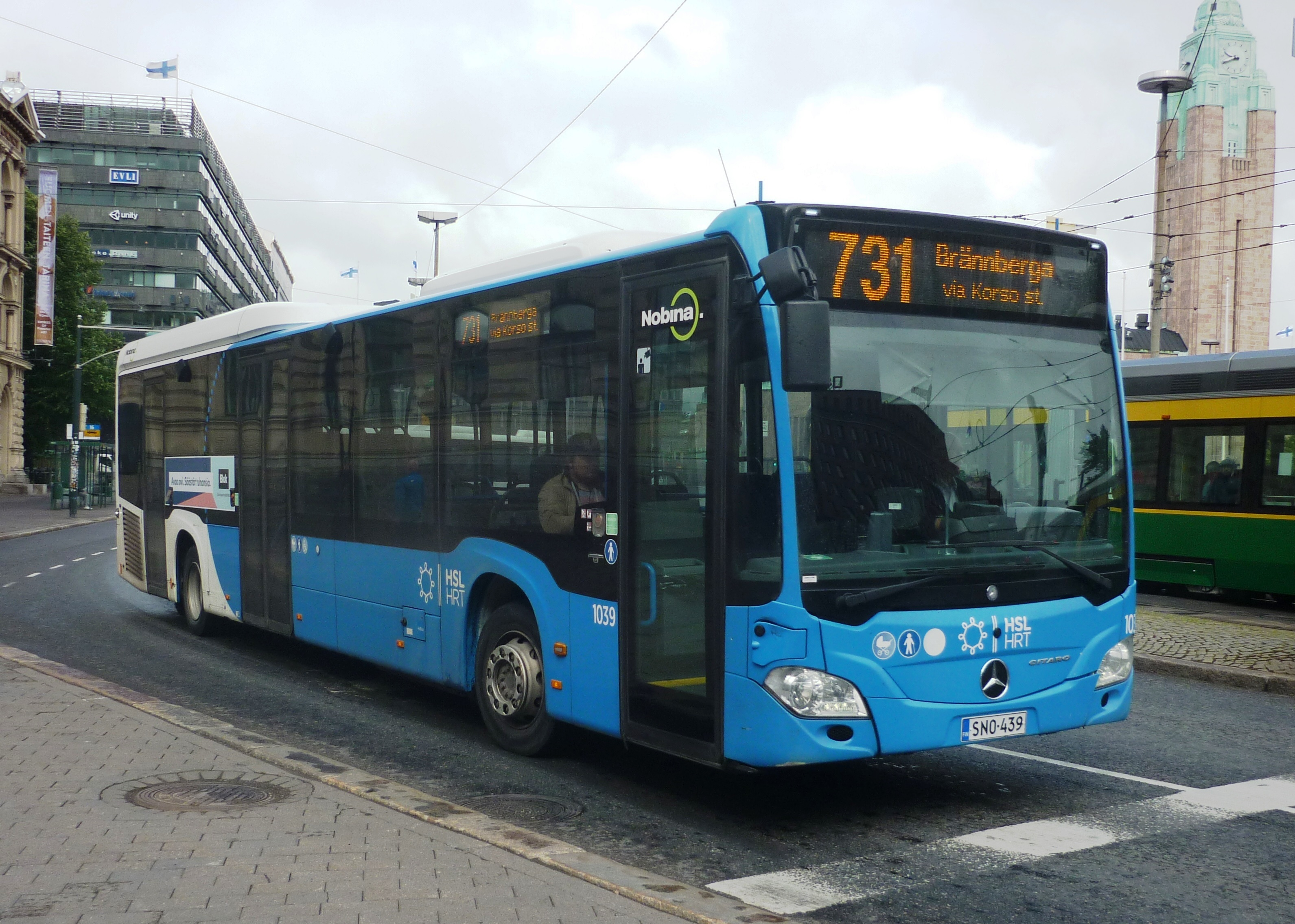
Bus Nobina devant l'Ateneum.
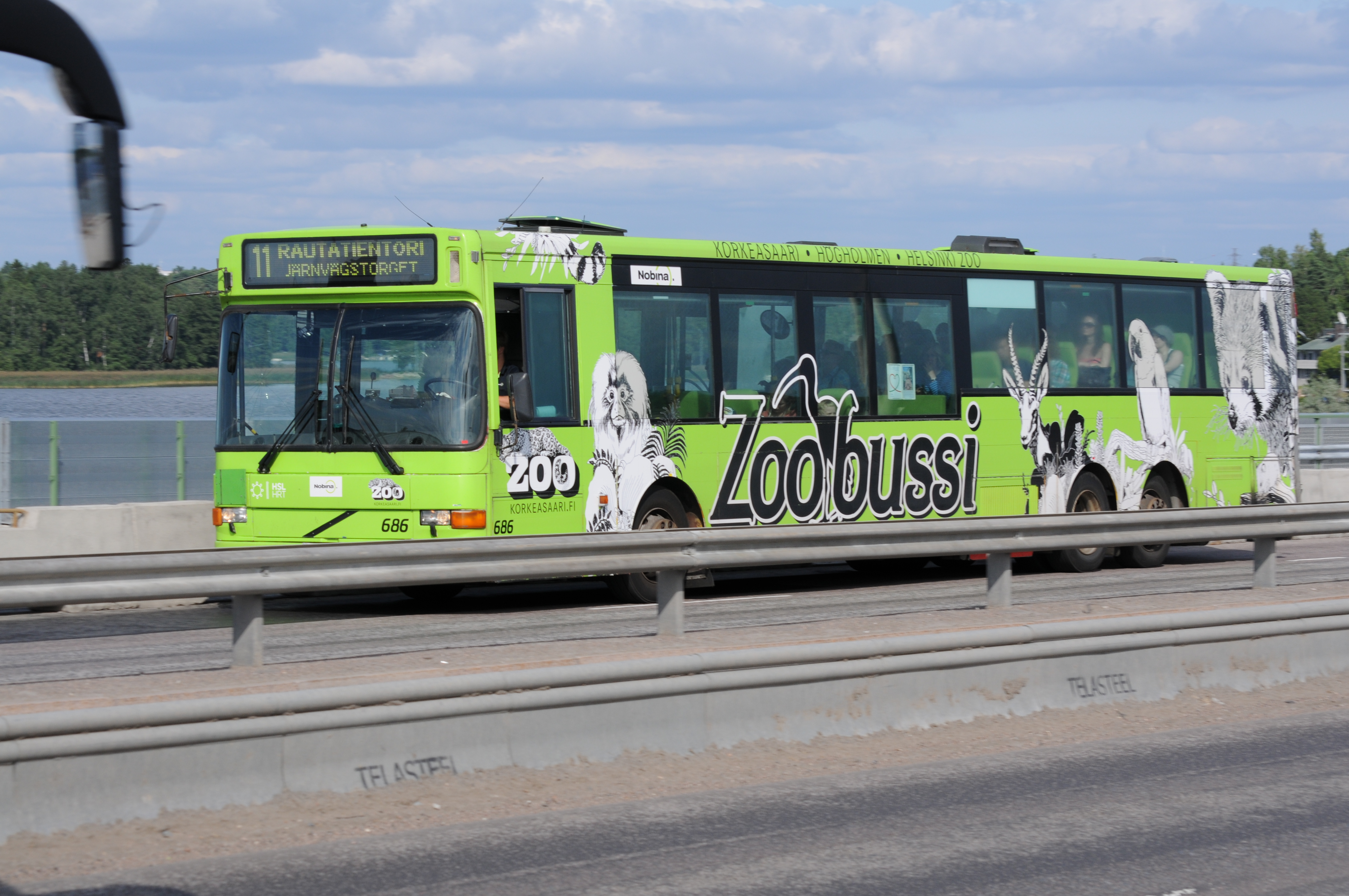
Volvo B10BLE-70B 6x2 chassis de Nobina.
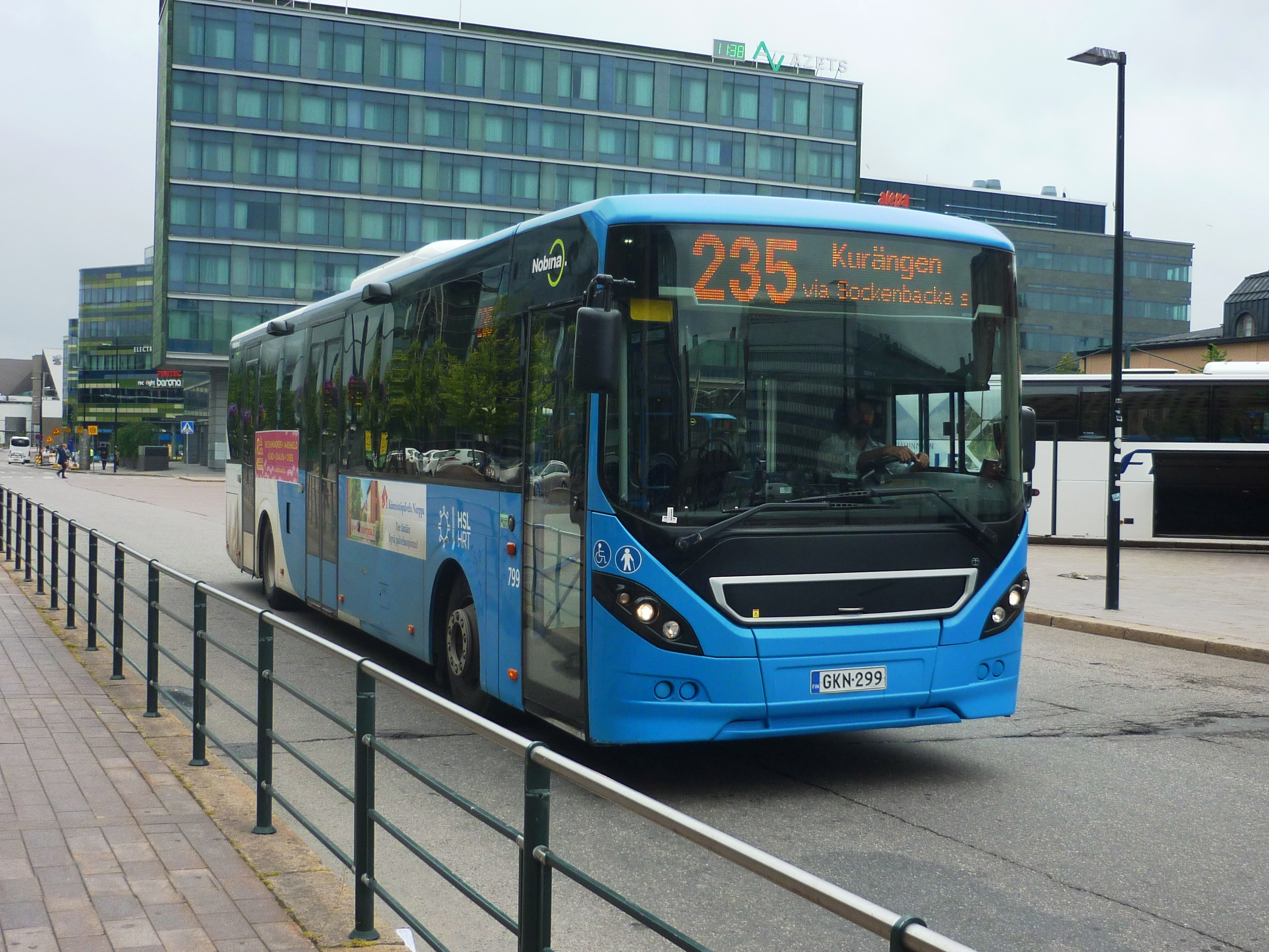

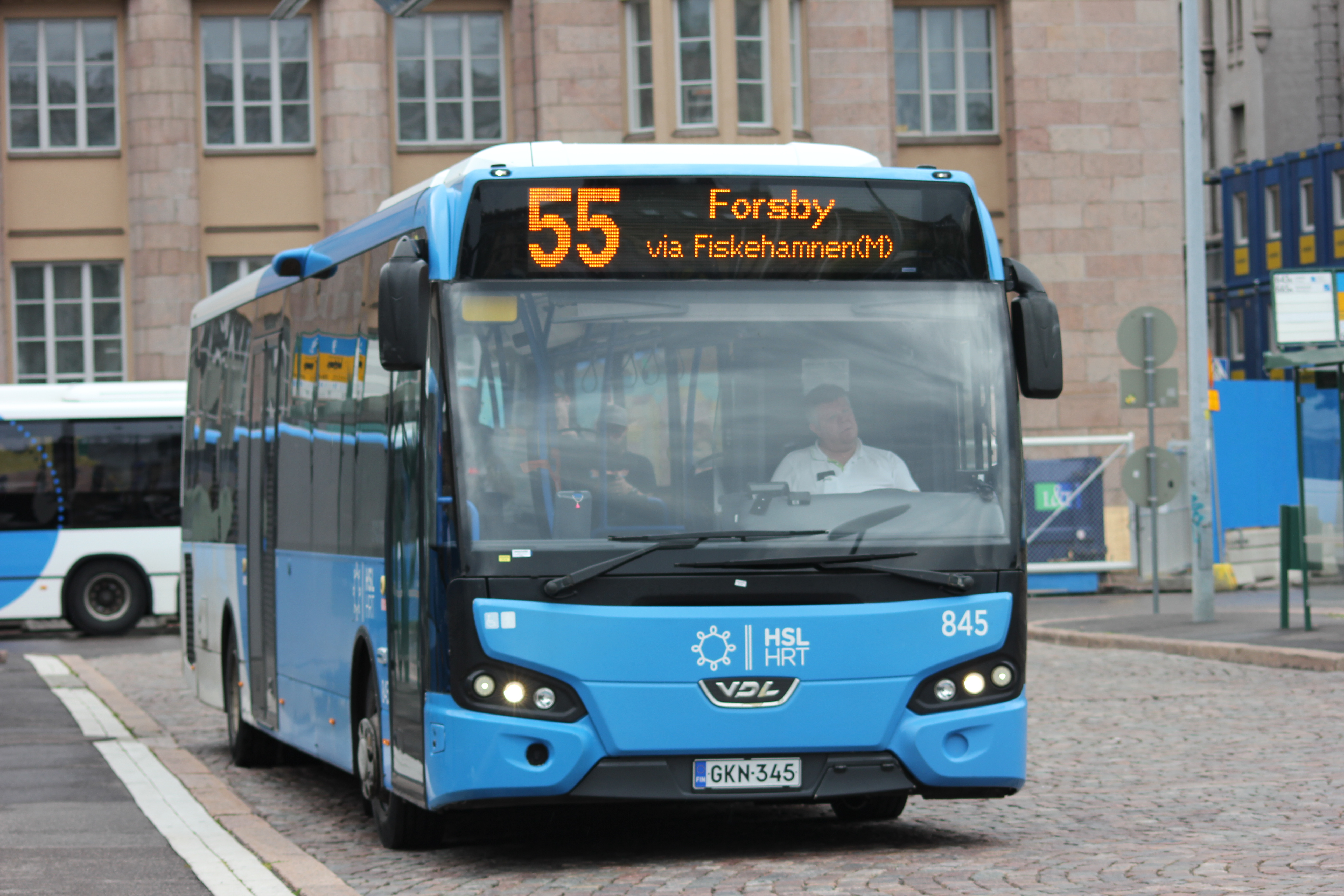
Nobina 845 place Rautatientori.
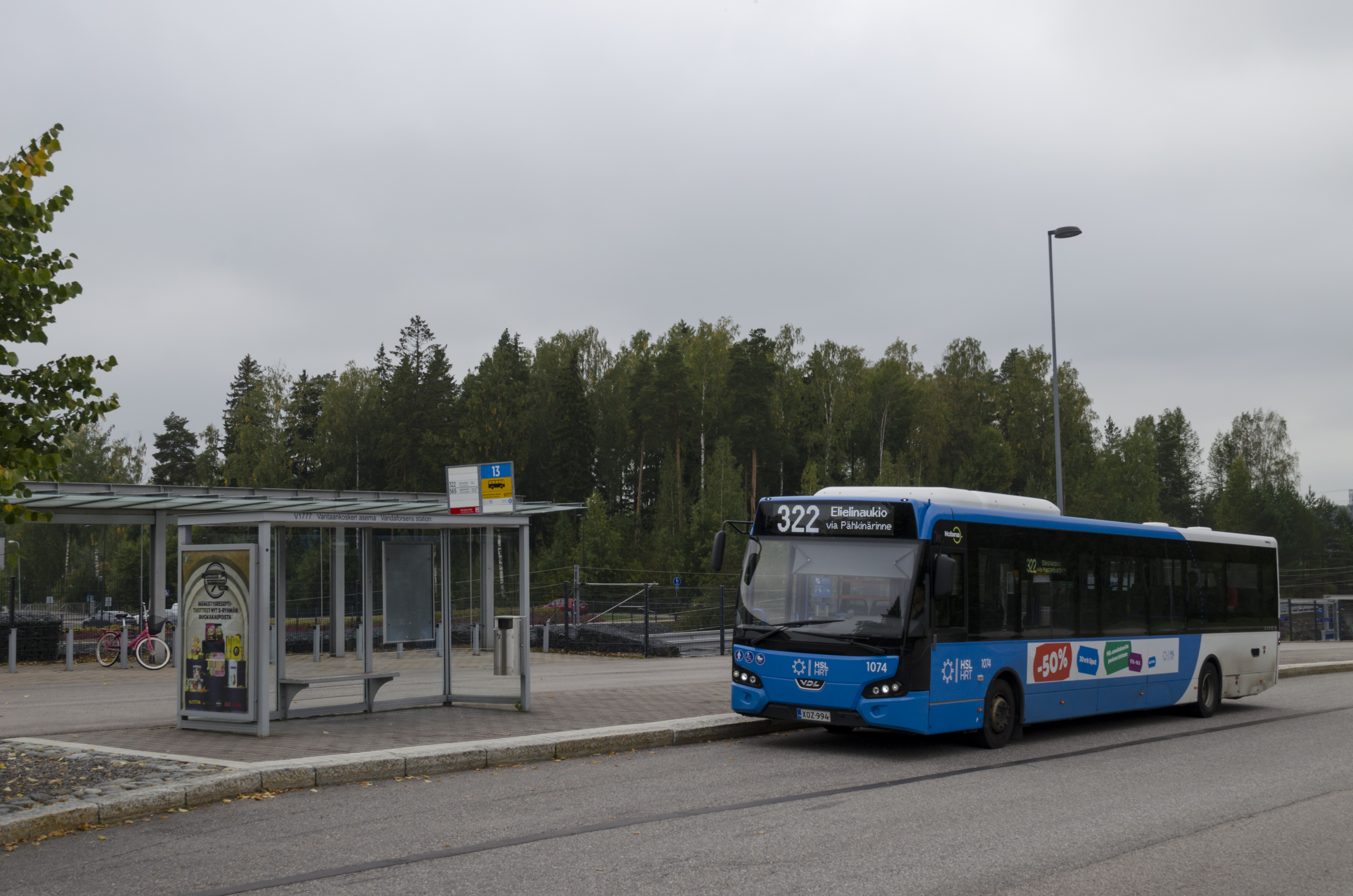
bus (Nobina #1074, VDL Citea LLE-127/255) en Gare de Vantaankoski.
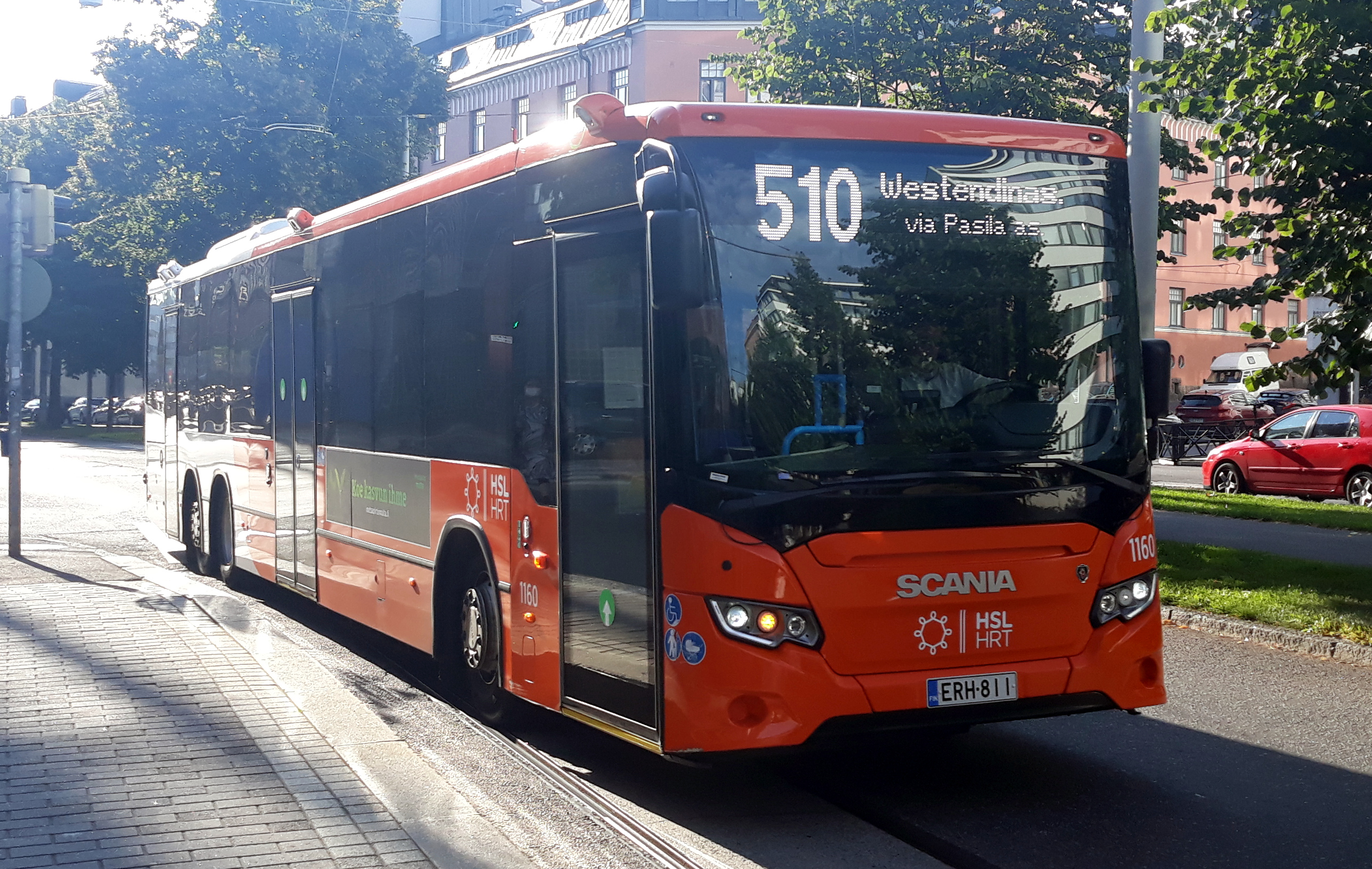
Bus 510 de Nobina.